# Adelina (Opole Lubelskie)
Pour les articles homonymes, voir Adelina.
Adelina (prononciation [adɛˈlina]) est un village de la gmina de Chodel du powiat d'Opole Lubelskie dans la voïvodie de Lublin, située dans l'est de la Pologne.
Il se situe à environ 5 kilomètres au nord de Chodel (siège de la gmina), 13 kilomètres à l'est d'Opole Lubelskie (siège du powiat) et 32 kilomètres à l'ouest de Lublin (capitale de la voïvodie).

## Histoire
De 1975 à 1998, la ville est attachée administrativement à l'ancienne Lublin.

Depuis 1999, elle fait partie de la nouvelle voïvodie de Lublin.